# Římskokatolická farnost Štěpánov u Olomouce
Římskokatolická farnost Štěpánov u Olomouce je územní společenství římských katolíků s farním kostelem sv. Vavřince v šternberského děkanátu olomoucké arcidiecéze.

## Území farnosti
Do farnosti náleží území těchto obcí:
- Štěpánov u Olomouce
  - farní kostel sv. Vavřince z roku 1785
- Březce
  - Kaple sv. Jana Nepomuckého, postavená roku 1839
- Liboš
  - Kaplička Povýšení sv. kříže
  - Kaplička sv. Antonína Paduánského (místní část Krnov)

## Duchovní správci
Současným farářem je od července 2014  P. Jan Jašek.

## Aktivity ve farnosti
21. července 2013 požehnal v kapli sv. Jana Nepomuckého v Březcích generální vikář Mons. Josef Nuzík nový zvon o hmotnosti 130 kg.
15. května 2016 požehnal v kapli sv. Jana Nepomuckého v Březcích generální vikář Mons. Josef Nuzík u příležitosti 740. let první písemné zmínky o obci, nový vyšívaný znak obce, obecní prapor, národní a moravskou vlajku a opravené sousoší Kalvárie na návsi.
V listopadu 2017 požehnal biskup Josef Nuzík ve farním kostele opravené varhany.